# Пилот (фестиваль)
«Пило́т» — ежегодный российский фестиваль сериалов, снятых для телевидения и онлайн-кинотеатров. Проводится с 2018 года в Иваново. Фестиваль проходит при поддержке Правительства Ивановской области. С 2023 года фестивалю также оказывает поддержку Министерство культуры Российской Федерации.
VII фестиваль проходил с 19 по 22 июня 2025 года.

## О фестивале
В программе фестиваля участвуют пилотные и первые серии новых сериалов. Организаторы предоставляют создателям сериального контента площадку для презентации своих проектов инвесторам, ведущим экспертам и игрокам рынка, а также лидерам индустрии распространения контента.

## Руководство

### Президент
- Валерий Тодоровский (2018—2025)[3]

### Председатель попечительского совета
- Станислав Воскресенский (2018—2022)
- С 2023 года должность упразднена

### Генеральные продюсеры
- Светлана Дрыга (2018—2022)
- Антон Калинкин (с 2023)[4]

### Программные директора
- Егор Москвитин (2018—2023)
- Андрей Золотарёв, Сергей Минаев (2024)[5]
- Мария Токмашева (с 2025)[6]

## Номинации
- Лучший пилот. Выбор зрителей;
- Лучший пилот. Выбор жюри;
- Лучший сценарий;
- Лучшая актриса;
- Лучший актёр;
- Лучший режиссёр;
- Лучший шоураннер (вручается с 2023 года);
- Лучший актёрский ансамбль (вручается с 2023 года);
- Самый ожидаемый проект / Самый ожидаемый игровой сериал (вручается с 2021 года);
- Самый ожидаемый документальный сериал (вручается с 2024 года);
- Специальные призы (вручаются с 2021 года);
- Лучший продюсер (вручался в 2018 году).

## Фестивали по годам

### 2018 — I
I фестиваль проходил с 12 по 15 сентября 2018 года.
В программу вошли 20 «пилотов» ожидаемых российских сериалов, отобранных из 62 присланных заявок.
Члены жюри: Александра Модестова, Иван Гродецкий, Александр Косарим, Ольга Филипук, Владимир Щеглов.

#### Призёры
- Лучший пилот. Выбор зрителей — «90-е. Весело и громко» (режиссёр Михаил Поляков)
- Лучший пилот. Выбор жюри — «90-е. Весело и громко» (режиссёр Михаил Поляков)
- Лучший сценарий — Илья Куликов («Учителя»)
- Лучшая актриса — Елизавета Боярская («Ворона»)
- Лучший актёр — Юрий Стоянов («Вампиры средней полосы»)
- Лучший режиссёр — Михаил Поляков («90-е. Весело и громко»)
- Лучший продюсер — Александр Цекало («Алиби»)[10][11].

### 2019 — II
II фестиваль проходил с 20 по 22 сентября 2019 года.
В программу вошли 17 «пилотов» ожидаемых российских сериалов.
Члены жюри: Александра Модестова, Ксения Болецкая, Александр Велединский, Юрий Колокольников, Сергей Светлаков.

#### Призёры
- Лучший пилот. Выбор зрителей — «Родительский комитет» (режиссёр Михаил Поляков)
- Лучший пилот. Выбор жюри — «Спи со мной» (режиссёр Владимир Ракша)
- Лучший сценарий — Наташа Меркулова, Алексей Чупов («Колл-центр»)
- Лучшая актриса — Евгения Брик («Дети»)
- Лучший актёр — Александр Ильин («Родительский комитет»)
- Лучший режиссёр — Владимир Ракша («Спи со мной»)[15]

В 2020 году фестиваль не проводился из-за ситуации с распространением коронавирусной инфекции.

### 2021 — III
III фестиваль проходил с 10 по 12 сентября 2021 года.
В программу вошли 14 «пилотов» ожидаемых российских сериалов.
Члены жюри: Юрий Стоянов (председатель), Пётр Буслов, Марина Зудина, Роман Кантор, Александр Робак.

#### Призёры
- Лучший пилот. Выбор зрителей — «Стрим» (режиссёр Рустам Ильясов)
- Лучший пилот. Выбор жюри — «Солдаут» (режиссёр Иван Плечев)
- Самый ожидаемый проект — «Сказки Пушкина. Для взрослых» (режиссёры Ксения Зуева, Павел Бардин)
- Лучший сценарий — Ришат Мухтаров («Стрим»)
- Лучшая актриса — Кристина Кучеренко («Моя большая тайна»)
- Лучший актёр — Евгений Стычкин («Вне себя»)
- Лучший режиссёр — Анна Пармас («Исправление и наказание»)
- Специальный приз «За лучшие роли второго плана» — Иван Макаревич («Вне себя», «Моя большая тайна», «Солдаут»)
- Специальный приз «За мастерское смешение жанров» — «Отец Сергий» (режиссёр Кирилл Кузин)[20]
- Специальный приз Кинопоиска «Выбор редакции» — Варвара Володина («Самое безопасное место»)[21]

### 2022 — IV
IV фестиваль проходил с 15 по 17 июля 2022 года.
В программу вошли 21 «пилот» ожидаемых российских сериалов.
Члены жюри: Рафаел Минасбекян (председатель), Александра Модестова, Ксения Болецкая, Алёна Званцова, Андрей Золотарёв.

#### Призёры
- Лучший пилот. Выбор зрителей — «Друг на час» (режиссёр Александр Бойков)
- Лучший пилот. Выбор жюри — «Приход» (режиссёр Резо Гигинеишвили)
- Самый ожидаемый проект — «Откуда руки растут» (режиссёр Юрий Яшников)
- Лучший сценарий — Радик Рахимов, Дамир Мифтахов («Цыцгендер»)
- Лучшая актриса — Василина Юсковец («Сны Алисы»)
- Лучший актёр — Филипп Янковский («Приход»)
- Лучший режиссёр — Никита Тамаров («Горемыки»)
- Специальные призы «Открытие „Пилота“» — Никита Никитин («Капельник»), Баястан Колдошалы («22:22»), Антон Артемьев («Цыцгендер»)
- Специальный приз «Лучший оператор» — Батыр Моргачев («Химера»)
- Специальный приз «Всё для кино» — «А сейчас реклама» (режиссёр Сергей Рамз)
- Специальный приз «За драйв!» — «Красный 5» (режиссёр Михаил Старчак)[25][26]

### 2023 — V
V фестиваль проходил с 22 по 25 июня 2023 года.
В программу вошли 20 «пилотов» ожидаемых российских сериалов.
Члены жюри: Сергей Урсуляк (председатель), Сергей Титинков, Илья Тилькин, Дарья Мороз, Анна Банщикова.

#### Призёры
- Лучший пилот. Выбор зрителей — «Мамонты» (режиссёр Иван Соснин)
- Лучший пилот. Выбор жюри — «Цербер» (режиссёр Владимир Щегольков)
- Самый ожидаемый проект — «Третий в постели» (режиссёр Борис Хлебников)
- Лучший сценарий — Алексей Иванов («Я иду искать»)
- Лучшая актриса — Евгения Борзых («Убить Риту»)
- Лучший актёр — Максим Стоянов («Чёрное солнце»)
- Лучший актёрский ансамбль — Марина Александрова, Кузьма Сапрыкин, Ольга Медынич, Михаил Трухин, Александр Робак, Дарья Пицик («Макрон»)
- Лучший режиссёр — Дмитрий Тюрин («Горящий тур»)
- Лучший шоураннер — Ирина Сосновая («Содержанки», «Жить жизнь»)
- Специальный приз жюри «За актёрский талант» — Тимофей Трибунцев («Горящий тур», «Цербер»)[30]
- Специальный приз президента фестиваля «За авторское высказывание в сериале» — Наталия Мещанинова («Алиса не может ждать»)[31]
- Специальный приз Кинопоиска «Выбор прессы» — «Мамонты» (режиссёр Иван Соснин)[32]

### 2024 — VI
VI фестиваль проходил с 20 по 23 июня 2024 года.
В программу вошли 15 «пилотов» ожидаемых российских сериалов.
Члены жюри: Клим Шипенко (председатель), Владимир Котт, Пётр Буслов, Юрий Быков.

#### Призёры
- Лучший пилот. Выбор зрителей — «Убойный отпуск» (режиссёр Сергей Дьячковский)
- Лучший пилот. Выбор жюри — «Любопытная Варвара» (режиссёр Юрий Коробейников)
- Самый ожидаемый игровой сериал — «Гаражники» (режиссёр Михаил Местецкий)
- Самый ожидаемый документальный сериал — «Киборг» (режиссёры Валентина Беспалая, Ксения Пчелинцева)
- Лучший актёр — Лев Зулькарнаев («Она такая классная»)
- Лучшая актриса — Светлана Иванова («Эль Русо»)
- Лучший актёрский ансамбль — Диана Милютина, Софья Синицына, Виктория Исакова, Никита Кологривый, Марк Эйдельштейн, Риналь Мухаметов («Чистые»)
- Лучший режиссёр — Тимур Алпатов («Противостояние»)
- Лучший сценарий — Эмиль Никогосян («жЫЫЫзнь»)
- Лучший шоураннер — Александра Ремизова («Фандорин. Азазель», «Король и Шут», «Цикады», «Иные»)
- Специальный приз «Актёр. Главный герой года» — Иван Янковский («Фишер», «Плейлист волонтёра», «Слово пацана. Кровь на асфальте»)
- Специальный приз жюри «За режиссёрский дебют» — Екатерина Тодоровская («Взрослые»)

### 2025 — VII
VII фестиваль проходил с 19 по 22 июня 2025 года.
В программу вошли 17 «пилотов» ожидаемых российских сериалов.
Члены жюри: 
- Конкурс игровых сериалов — Константин Буслов, Александр Велединский, Александр Котт, Пётр Тодоровский.
- Конкурс документальных сериалов — Ангелина Ашман, Евгений Григорьев, Светлана Музыченко[37].

#### Призёры
- Лучший пилот. Выбор зрителей — «Олдскул» (режиссёры Александр Жигалкин, Евгений Шелякин)
- Лучший пилот. Выбор жюри — «Дыши» (режиссёр Анна Кузнецова)
- Самый ожидаемый игровой сериал — «Хирург» (режиссёр Илья Ермолов)
- Самый ожидаемый документальный сериал — «Арт — это я» (режиссёры Катя Жемерова, Родион Макаров)
- Лучший актёр — Сергей Марин («Дорогой Вилли»)
- Лучшая актриса — Мария Аронова («Олдскул»)
- Лучший актёрский ансамбль — Максим Лагашкин, Екатерина Стулова, Тарас Кузьмин, Алексей Розин, Марина Доможирова, Елизавета Гончаренко («Планетяне»)
- Лучший режиссёр — Владислав Иконников («Нормальный»)
- Лучший сценарий — Елена Кондратьева, Светлана Штеба, Илья Маланин («Дыши»)
- Лучший шоураннер — Сергей Тарамаев, Любовь Львова («Фишер», «Дети перемен»)
- Специальный приз — Душан Глигоров («Трасса»)